# La República Argentina (escultura)
El  Monumento La República Argentina es una escultura, obra original del escultor Jean-Baptiste Hugues, que integró el Pabellón Argentino presentado en la Exposición Universal de París en 1889, donde se celebró con aquella muestra el centenario de la Revolución francesa.

## Historia
En 1889 en conmemoración del Centenario de la Revolución Francesa se llevó adelante la Gran Exposición Universal de las Naciones de París. En ella 35 países construyeron enormes pabellones en donde cada nación mostraba su progreso y nivel cultural. Cada pabellón intentaba representar las riquezas de las naciones participantes. Argentina fue uno de los tantos países invitados a la celebración, lo cual constituyó una gran oportunidad para la dirigencia política, en su afán de demostrar la pujanza económica de un Estado que había experimentado en los últimos veinte años el desarrollo de los procesos de modernización y transformación. Al Estado Argentino se le permitió construir su pabellón en los terrenos del Campo de Marte, un lugar privilegiado debido a su cercanía a la Torre Eiffel que se inauguraría oficialmente para las celebraciones de 1889. La peculiar imagen europea que la Argentina forjó de sí misma influyó en esta posición, de hecho el Pabellón Argentino resultaba, en comparación con el mexicano y el brasileño, aquel que poseía rasgos menos evidentes de su origen latinoamericano. Pero más allá de la renuencia a ser identificada con Latinoamérica, puede interpretarse en esta política, el anhelo de ser considerada una nación soberana e independiente era más que un rasgo característico de aquella Argentina. El Pabellón Argentino fue diseñado por uno de los mejores arquitectos franceses de su tiempo, Albert Ballú.
También es importante destacar, que una vez terminada la Exposición Universal, la delegación Argentina en París intentó vender el Pabellón, debido al precario estado en que se encontraba la economía Argentina luego de la crisis de 1890. El pabellón era de hierro, igual que la Torre Eiffel, y se podía desmontar fácilmente. Finalmente no hubo compradores, así que se decidió traerlo de vuelta a Buenos Aires. Algunas partes del mismo se perdieron en una tormenta durante la travesía transatlántica, pero en condiciones aceptables a Buenos Aires.Tras un concurso de licitación para ver quién quería armarlo y explotar la concesión, lo hizo un inglés, que utilizó el pabellón para diversos tipos de exposiciones hasta 1910, cuando con el centenario de la Revolución de Mayo, fue recuperado por el gobierno nacional para montar el Museo Nacional de Bellas Artes. Luego con la intención de crear una plaza en donde se hallaba emplazado el edificio, el Pabellón fue desmontado entre los años 1932-1934, y fue posteriormente desguazado y trasladado al corralón municipal que estaba en la avenida del Libertador. Posteriormente fue vendido como chatarra. Hoy, ya sólo queda el grupo escultórico ubicado en las Escuela Técnica Raggio que representa a la República Argentina. 
En el año 1997, en el barrio de Mataderos –Andalgalá 1475-, se hallaron algunos restos del Pabellón que servían como asiento de la antigua Fábrica Solana de Carros y Carruajes. Asimismo, investigaciones recientes llevadas adelante por un grupo de investigadores de la FADU-UBA y, otro del Museo Archivo Tecno Educativo Lorenzo Raggio, tomó conocimiento que el antiguo propietario Isidoro Solanas, de profesión militar y herrero, fue el que compró los restos del pabellón Argentino en 1945. Además, los símbolos patrios del Pabellón Argentino no fueron destruidos, sino enterrados en un sector del Parque 3 de Febrero en el barrio de Palermo, pese a que, hasta el día de la fecha no se ha llevado a cabo ninguna tarea arqueológica con la finalidad de ubicar en la zona las estructuras de la nave principal.

## Descripción
La escultura La República Argentina, está representada en una figura femenina que personifica a la República Argentina, con un gorro frigio y vestiduras arremolinadas por el viento que está respaldada por un toro que simboliza la pujante ganadería argentina. En sus pies dos figuras humanas, una ala derecha, que está cosechando (representando la agricultura y principal fuente de riqueza del país) y la otra a la izquierda, un hombre sentado sobre un yunque entre engranajes (que simboliza a la industria) y sostiene una locomotora que personifica el progreso de un país moderno, con toda la última tecnología.
Es una obra original del escultor Jean Baptiste Hugues, que integró el Pabellón Argentino presentado en la exposición Universal de Paris en 1889, donde se celebró con aquella muestra El Centenario de la Revolución Francesa.
Los conjuntos escultóricos de bronce que decoraban las cuatro esquinas del Pabellón, fueron instalados por la Municipalidad de Buenos Aires en diversos puntos de la ciudad. El conjunto escultórico principal fue adosado al edificio de la Escuela Técnica Raggio.

## La maqueta
Para construir el pabellón Argentino en la exposición universal de París de 1889, el gobierno nacional delegó las tareas de organizar un concurso de proyectos en una comisión ad hoc, presidida por el escritor Eugenio Cambaceres. Las bases especificaban una construcción desmontable de hierro, con el objeto de poder trasladarla a Buenos Aires una vez finalizada la muestra. La obra fue realizada por el arquitecto Albert Ballu, ganador del segundo premio del concurso. Hughes esculpió un frontón fundido en bronce. El Museo Nacional de Bellas Artes conserva la maqueta de yeso original de La República Argentina cuyas medidas son de 84cm x 122,3cm x 33cm. (museo nacional de Bellas Artes, inv. 6695) . Fue donada al museo en 1946 por Ignacio Pirovano, en nombre de su madre María Rosa Lezica Alvear de Pirovano. El Dr. Pirovano había heredado la escultura de su abuelo, Ricardo de Lezica y Thompson, quien fue miembro de la comisión argentina de la exposición en París.

## Imágenes

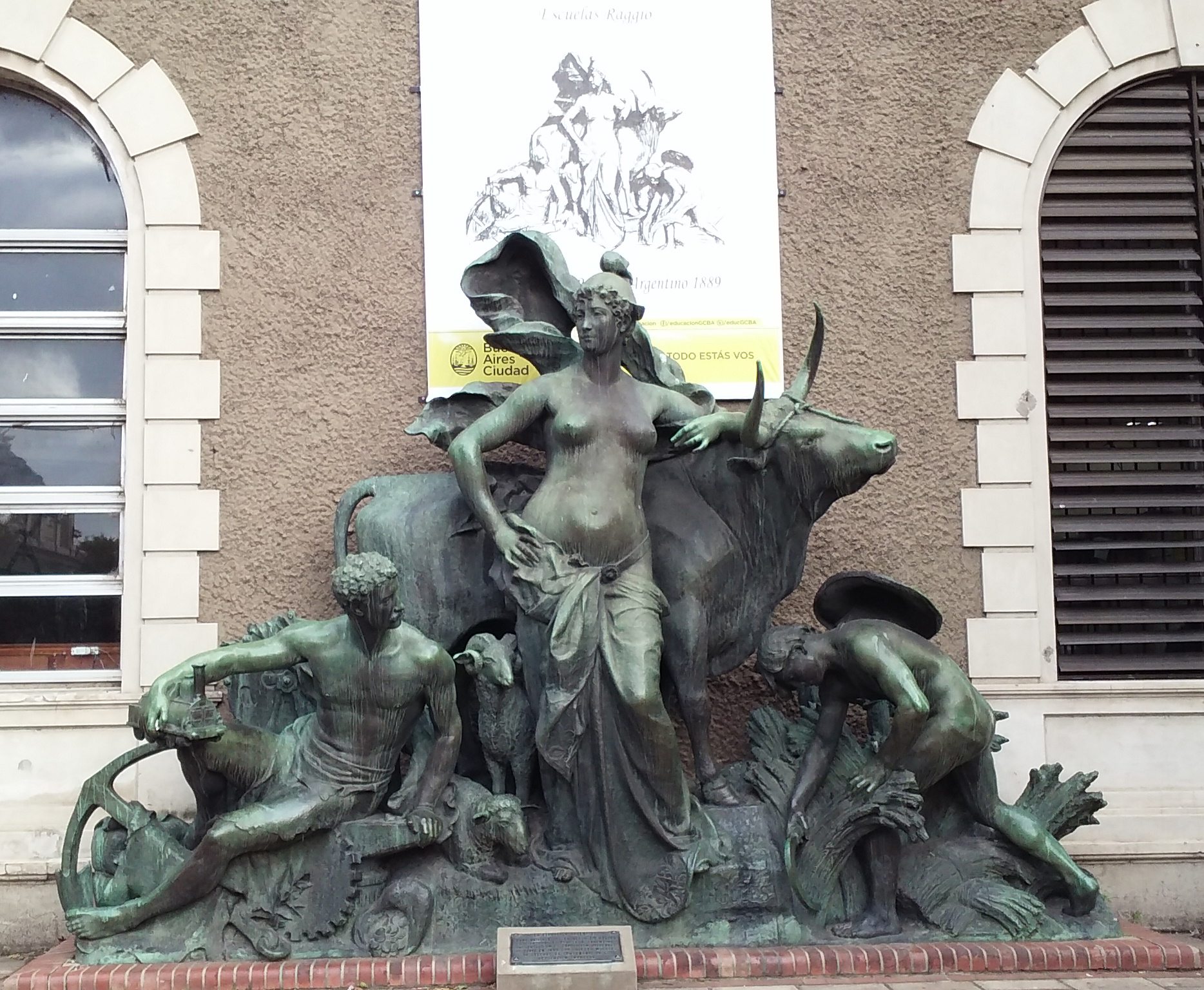
Escultura La República Argentina - Ubicada en Escuela Técnica Raggio
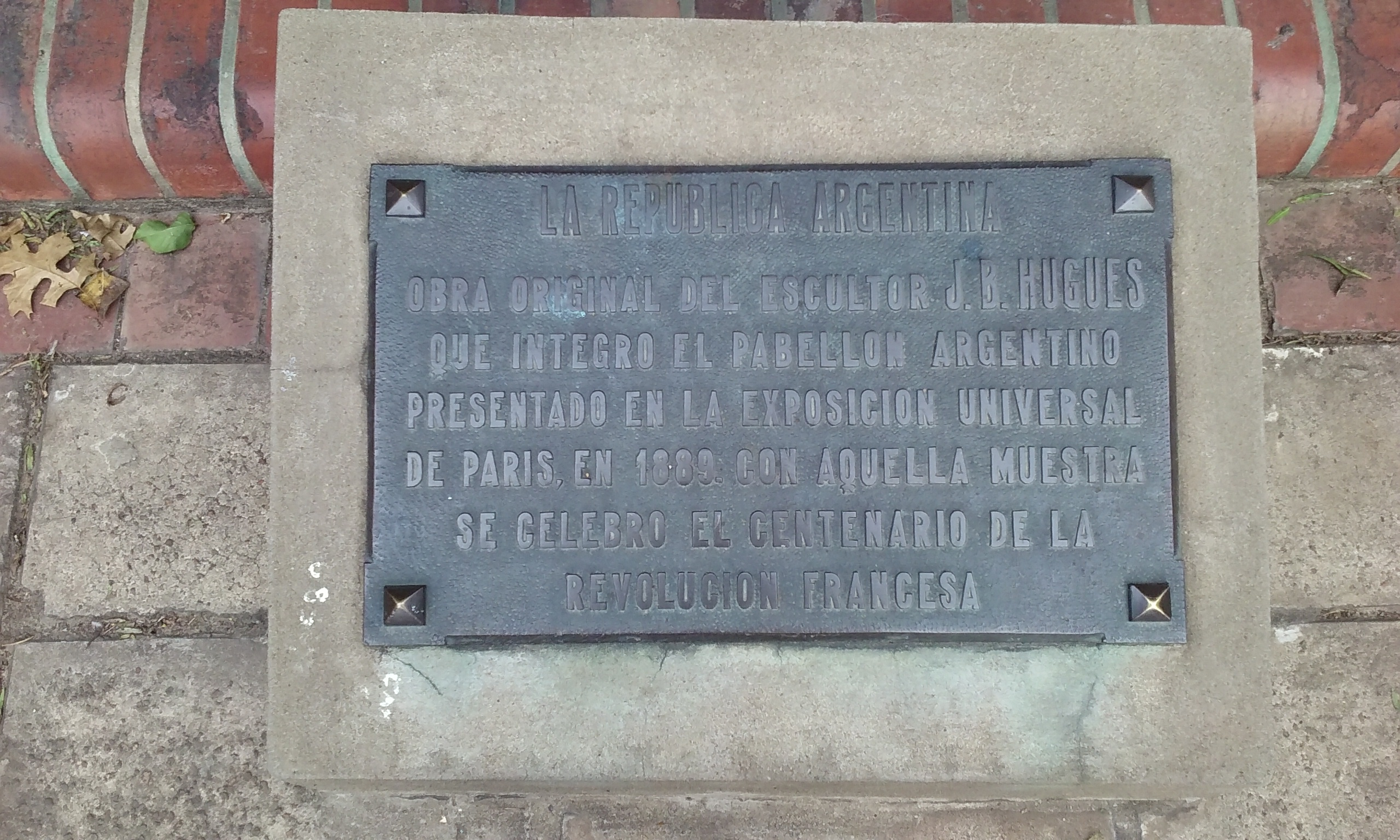
Leyenda monumento La República Argentina - Ubicada en Escuela Técnica Raggio